# Спесивцева Вікторія Ігорівна
Вікторія Ігорівна Спесивцева (нар. 25 грудня 1973) — українська акторка театру, кіно та телебачення. Лауреатка Державної премії України імені Олександра Довженка.

## Життєпис
Народилася 25 грудня 1973 року.
Була одружена з режисером Андрієм Жолдаком. Кум — актор театру і кіно Богдан Ступка. Грала головні ролі у виставах Андрія Жолдака. Була акторкою Національного академічного драматичного театру імені Івана Франка.
2012 року зіграла головну жіночу роль у кінострічці «Люби мене».
З 2005 року мешкає у Берліні. У Німеччині освоїла професію медика, за якою працює. Діти — Янек, Адам, обидва двомовні — розмовляють як українською, так і німецькою мовами.

## Ролі у театрі
Київський академічний Молодий театр
- 1995 — «Не боюсь сірого вовка» за п'єсою Едварда Олбі «Хто боїться Вірджинії Вульф?»; режисер-постановник: Андрій Жолдак — Гані[4]

Харківський академічний український драматичний театр імені Тараса Шевченка
- 2002 — «Гамлет. Сни» Вільяма Шекспіра; режисер-постановник: Андрій Жолдак — Офелія[5]

Національний академічний драматичний театр імені Івана Франка
- 2004 — «Брати Карамазови» Федора Достоєвського; режисер-постановник: Юрій Одинокий — Грушенька
- 1999 — «Три сестри» Антона Чехова; режисер-постановник: Андрій Жолдак — Ірина
- 1999 — «Кохання у стилі бароко, або Любов з неохоти» Ярослава Стельмаха; режисер-постановник: Сергій Данченко — Оляна[6]

## Фільмографія
- 2012 — «Люби мене» / Sev beni — Саша[7]
- 2003 — «Мамай» — татарська жінка
- 2003 — «Атлантида» — епізод

## Нагороди
- Державна премія України імені Олександра Довженка 2004 року — за визначний творчий внесок у створення повнометражного художнього фільму «Мамай» (у складі колективу)[8].